# Габріеле Россетті
Габріеле Россетті (італ. Gabriele Rossetti, нар. 7 березня 1995, Флоренція, Італія) — італійський стрілець, олімпійський чемпіон 2016 та 2024 років.

## Виступи на Олімпіадах
| Олімпіада           | Дисципліна  | Місце |
| ------------------- | ----------- | ----- |
| Ріо-де-Жанейро 2016 | скит        | 1     |
| Токіо 2020          | скит        | 10    |
| Париж 2024          | скит        | 7     |
| Париж 2024          | скит, мікст | 1     |